# لي هاريسون
لي هاريسون (بالإنجليزية: Lee Harrison) (12 سبتمبر 1971 في المملكة المتحدة - ) هو لاعب كرة قدم بريطاني في مركز حراسة المرمى. لعب مع تشارلتون أثلتيك ونادي بارنت ونادي بيتربورو يونايتد ونادي غيلينغهام ونادي فولهام ونادي ليتون أورينت ونيوبورت كونتي وهايز وييدينغ يونايتد ‏ وويكمب وندررز.

## وصلات خارجية
- لي هاريسون على موقع قاعدة بيانات كرة القدم.إي يو (الإنجليزية)
- لي هاريسون على موقع Soccerbase.com (لاعب) (الإنجليزية)